# Prévôt des marchands
Der Prévôt des marchands (französisch Prévôt: „Vogt“, sinngemäß: Vorsteher der Kaufmannsgilde) war das gewählte Oberhaupt der Vereinigung der Pariser Flussschiffer, der dann später die wirtschaftlichen Interessen der gesamten Pariser Bürgerschaft vertrat und damit der Vertreter der Bürger auch beim König war, der der Gemeinde nicht den Rang einer Stadt zuerkennen wollte, aber dennoch einen Gesprächspartner und Vermittler aus den Reihen der Bewohner brauchte, zum Beispiel in Steuerfragen.

## Geschichte
Die Flussschiffer hatten sich – ähnlich den Nautae in gallorömischer Zeit – im 12. Jahrhundert gegen die Konkurrenz aus Rouen zusammengeschlossen. Der Verband hatte anfangs seinen Sitz im Parloir aux Bourgeois, das anfangs am Fuß der Rue Saint-Denis nahe dem Grand Châtelet installiert war, im 14. Jahrhundert zeitweise auf das linke Seineufer verlegt wurde, in die Nähe der Porte Saint-Jacques, womit er ausgesprochen weit von den politischen und wirtschaftlichen Zentren entfernt war. 1357 siedelte der Prévôt Étienne Marcel ihn dann an die Place de Grève um, in das berühmte Maison aux Piliers, das er zu diesem Zweck gekauft hatte und das sofort als Hôtel de Ville angesehen wurde.
Der königliche Prévôt de Paris sah sich in seiner politischen Arbeit bald diesem Wirtschaftsverband gegenüber, der seine Rechte und Privilegien nicht nur erwarb und ausbaute, sondern auch zu nutzen verstand. Bereits in der Zeit Ludwigs VI. († 1137) hatte er seine Stellung erworben, die Ludwig VII. 1171 dann auch bestätigte. Er verfügte über das Monopol der Flussschifffahrt in den Détroits, womit die mittlere Seine und deren Zuflüsse gemeint waren. Ab Ludwig IX. waren dann der Verbandsvorsitzende, der Prévôt des marchands, und seine vier Schöffen, die Échevins, die für vier bzw. zwei Jahre aus der Händleraristokratie der Stadt gewählt wurden, vom König als Gesprächspartner in allen Bereichen akzeptiert, in denen die königliche Verwaltung – die der Hauptstadt nicht den Status einer Gemeinde zuerkannte, was der größten Stadt des Königreichs wiederum eine gefährliche Sonderstellung verschaffte – sich nicht einer repräsentativen Institution des Pariser Bürgertums bedienen konnte.
Der Verband verwandelte sich daraufhin schnell von einem Interessenvertreter des Handels in ein Organ zur Verteidigung der gemeinsamen Interessen der Bürgerschaft. Tatsächlich schufen der Prévot des marchands und die Schöffen eine Gemeindeverwaltung mit Beamten, die sich um die materiellen Belange der Stadt – Müllabfuhr, Straßenbau, Nachtwache, Aufsicht – ebenso wie um die Wirtschaftsjustiz und die Hafen- und Marktpolizei kümmerten.
Der für vier Jahre gewählte Prévôt des marchands konnte im Amt bestätigt werden. Er musste in Paris geboren sein. Das Amt, dem der Prévôt und die Échevins vorstanden, wurde Prévôté des marchands genannt.
Die meisten Prévôts des marchands regelten lediglich das wirtschaftliche Leben und der Stadt und Fragen des Wirtschaftsrechts. Wichtige Prévôts des marchands, die auch eine politische Rolle spielten, waren:
- Étienne Barbette (II.) (1298–1303 und 1313–1318)
- Étienne Marcel (1355–1358)
- Jean Jouvenel, Garde de la prévôté des marchands (ab 1389)
- Jean Bureau (1450–1452)
- Henri de Livres (1460–1466 und 1476–1483)

Nach dem Aufstand der Maillotins (1382) geriet die Prévôté des marchands in die Hände des Königs. Der von ihm eingesetzte Garde de la prévôté des marchands Jean Jouvenel (1389 ernannt) identifizierte sich jedoch sehr schnell mit den Interessen der Pariser und schlug einen Weg ein, auf dem es ihm mit der Zeit gelang, die alten Privilegien zurückzuerlangen. Offiziell wurde die Prévôté des marchands aber erst im Januar 1412 unter der Herrschaft der Bourguignons wieder eingerichtet.
Der Macht des Prévôt des marchands stand ständig die Macht des Prévôt de Paris gegenüber, der ein vom König eingesetzter Vogt mit Sitz im Grand Châtelet an der heutigen Place du Châtelet war. Ab den 1440er Jahren wurden der Prévôt des marchands sowie die Mehrzahl der Schöffen aus den Reihen der königlichen Beamten gewählt und nicht mehr aus den Reihen der Kaufleute.